# Guignardière (Chambray-lès-Tours)
La Guignardière est un quartier français situé dans le nord-ouest de la ville de Chambray-lès-Tours, en Indre-et-Loire et au sud de Tours. Prévu pour être un écoquartier, il est en développement depuis 2017 et devrait être achevé en 2026.
Situé sur une ancienne emprise agricole de 23 hectares, le quartier est développé par la ville en régie municipale. Il est constitué de quelques immeubles de logements entourés de pavillons de maisons mitoyennes et individuelles, en plus de jardins et squares. Il devrait accueillir 600 logements dont 25 % sociaux et plus de 300 maisons pour un millier d'habitants.

## Origines
Le site occupé par le nouveau quartier de la Guignardière est une ancienne emprises agricoles de 23 hectares, située dans le nord-ouest de la ville de Chambray-lès-Tours et à proximité de Joué-lès-Tours. Il est délimité par la route de Chambray à Joué au sud, des champs à l'ouest, la rue Claude-Bernard au nord et le bois de la Guignardière à l'est. Ce dernier, d'une superficie supplémentaire de 9 hectares, est géré par l'Office national des forêts et devrait être réaménagé dans le cadre du développement du quartier,.
Gérées en régie municipale avec un budget de 22 millions d'euros, les constructions devraient s'étaler de 2017 à 2026. Dès 2018, les voies principales de circulation sont achevées alors que la ville a acheté les terres agricoles et les revend par grands lots à des promoteurs privés choisis en conseil municipal après appel d’offres. Le projet prévoit 617 nouveaux logements, dont 25 % sociaux. Dans le détail, on compte 314 maisons individuelles (51 %), 37 maisons mitoyennes (6 %), 92 d’intermédiaires (15 %) et 174 collectifs (28 %),.
La place Dian-Fossey marque la partie centrale du quartier, qui accueillera les logements collectifs, commerces et espaces verts ainsi que la maison de quartier. Des maisons sont prévues de chaque côté de cet ilot. Vers le sud, l'avenue Charles-Darwin coupe le quartier en deux, des maisons individuelles devant s'installer de part et d'autre. À l'extrémité sud, la rue Rachel-Carson accueille des immeubles collectifs. Au nord de la rue Théodore-Monod, des maisons individuelles sont prévues en plus de jardins ouvriers et du plus grand parc du quartier.

## Étapes d'urbanisation

### Première tranche
La première tranche d'urbanisation concerne la partie centrale du quartier, en plus d'une partie de ses extrémités nord et sud. Le premier chantier est achevé début 2019 par le bailleur social Touraine Logement, qui a acheté les terrains pour 700 000 euros. Situé à l'extrémité nord-ouest du quartier, Les Passiflores consistent en quatre maisons T3 plus seize T4 collées deux à deux, en accession sociale à la propriété,,.
De part et d'autre de la place centrale Dian-Fossey, une trentaine de maisons mitoyennes T3 à T5 sont inaugurées sur les rues Alain-Bombard et René-Dumont, entre 2020 et 2021, mêlant accession sociale et locatif social (lot B2 et C3),. Construites en briques de terre cuite, elles sont également équipées de pompes à chaleur air-eau. Plus en retrait, le programme « La Canopée » comprend 43 maisons individuelles privées de style contemporain, également équipées de pompes à chaleur, qui sont inaugurées en 2021 et 2022 (lot B1 et C2).
Fin 2020, la maison de quartier Michel-Durand est inaugurée au cœur de la place centrale, baptisée d'après le maire de Chambray-lès-Tours de 1977 à 1983. D'un cout de 782 000 euros, elle comporte une grande salle centrale de 136 m2 et une petite de 40 m2, à destination d'associations et d'animations locales,,. Surmonté de 80 panneaux solaires, c'est un bâtiment à énergie positive destiné à l'éclairage public du quartier, grâce à batterie d'une autonomie équivalent à 2,5 nuits,.
L'essentiel des logements collectifs du projet sont contenus dans cette première tranche. En septembre 2021, les bailleurs sociaux Tours Habitat et Valloire Habitat inaugurent deux immeubles jumeaux de trois étages (R+3) sur la place Dian-Fossey, comprenant au total 44 appartements et surfaces commerciales. En mai 2022, deux immeubles sont inaugurés à l'entrée sud du quartier, sur l'ilot Bonnerie, par le bailleur social Touraine Logement et Adapei37. Ils comprennent 53 logements sociaux dont 16 prévus pour des personnes handicapées. En septembre 2022, deux résidences comptant quatre immeubles sont achevées au nord du square et de la place Dian-Fossey. La résidence privée En(vert)gure compte 84 logements contre 47 pour la résidence sociale « intergénérationnelle » de Valloire Habitat.
Avec l'achèvement de tous ces projets, l'essentiel de la première tranche est terminée. Seuls 51 logements collectifs intermédiaires, entre la rue René-Dumont et le square central, devraient être livrés d'ici 2024.

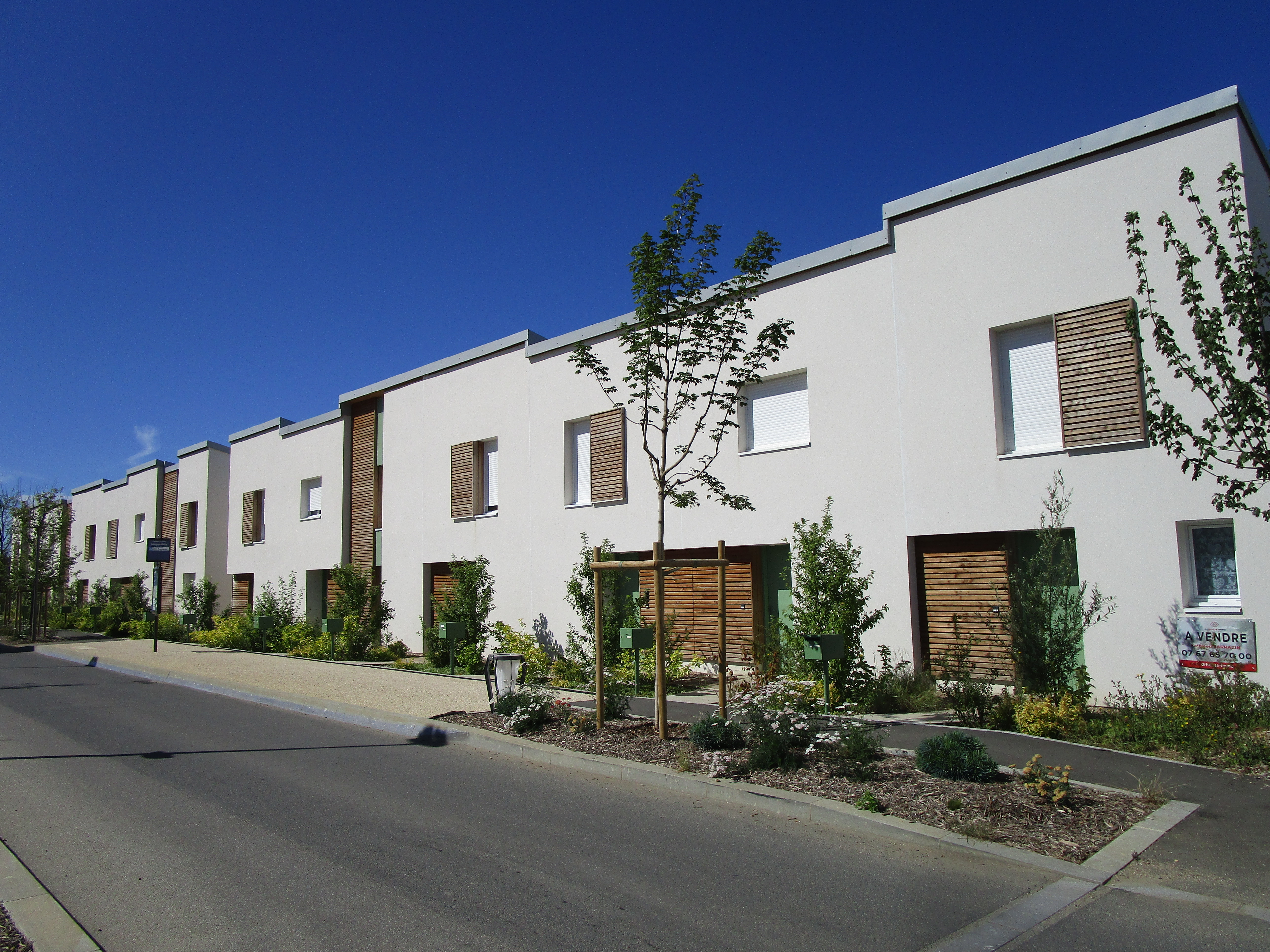
Maisons mitoyennes rue Alain Bombard (lot B2).
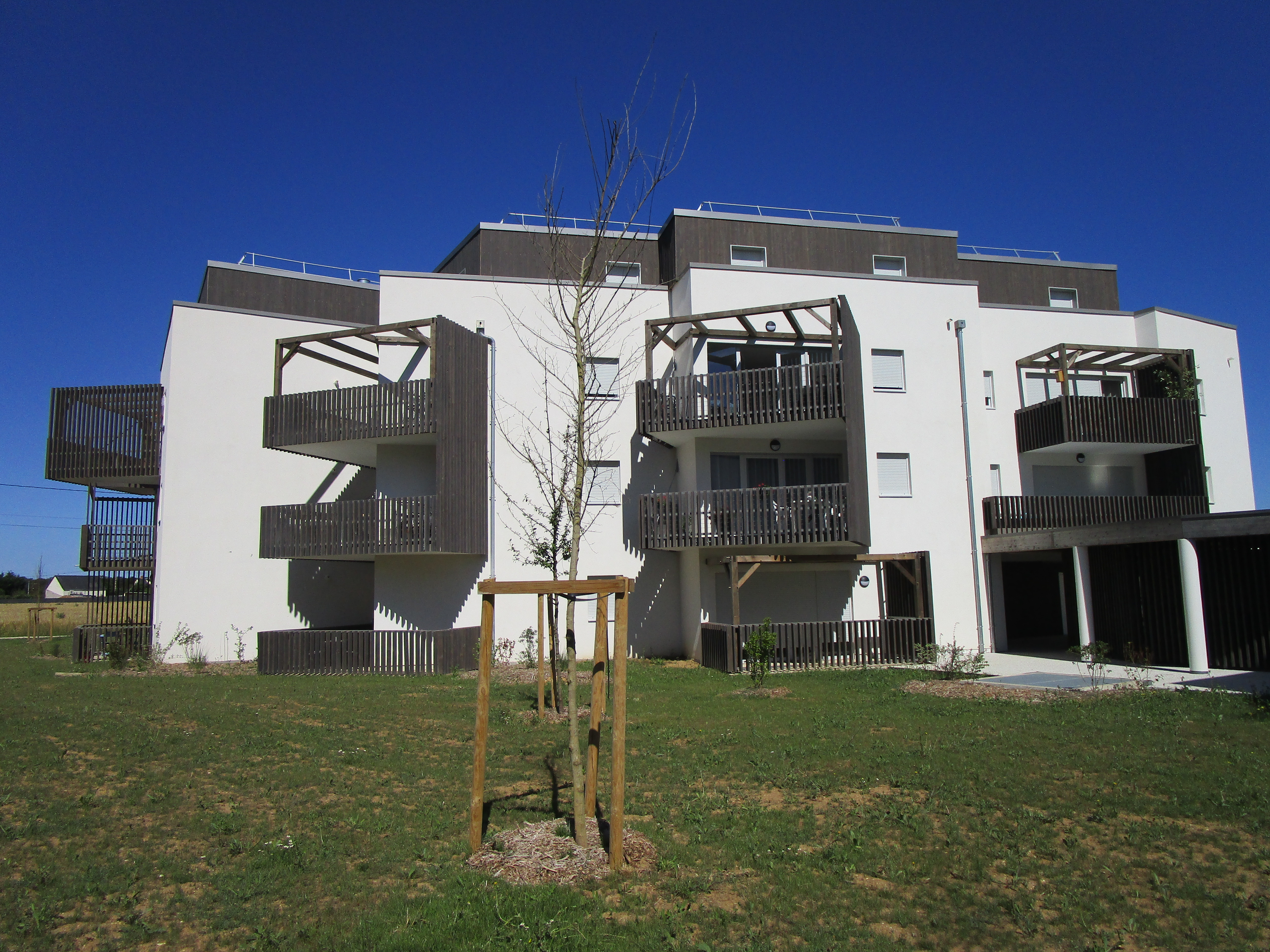
Ilot Bonnerie.
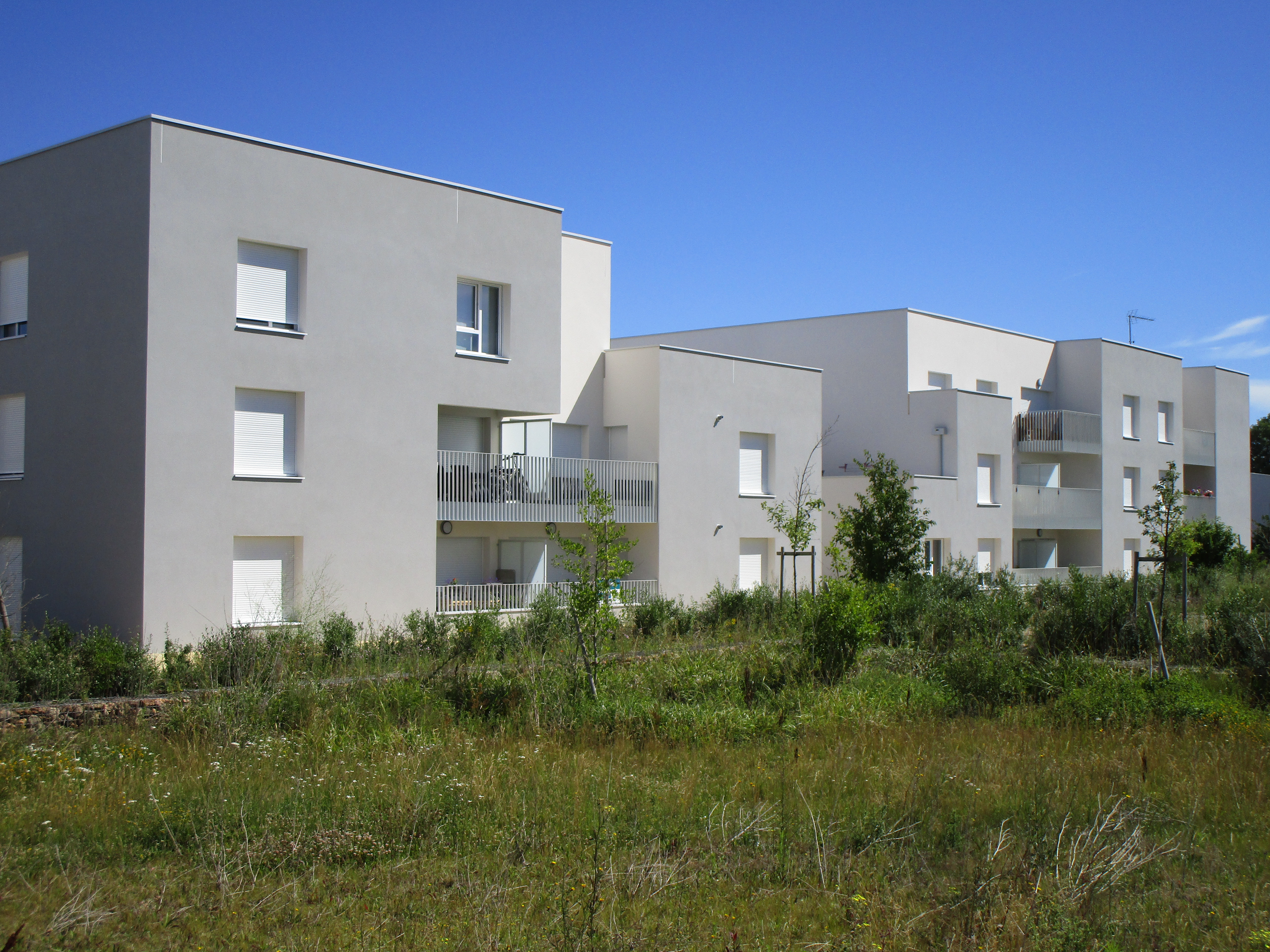
Résidence En(vert)gure.
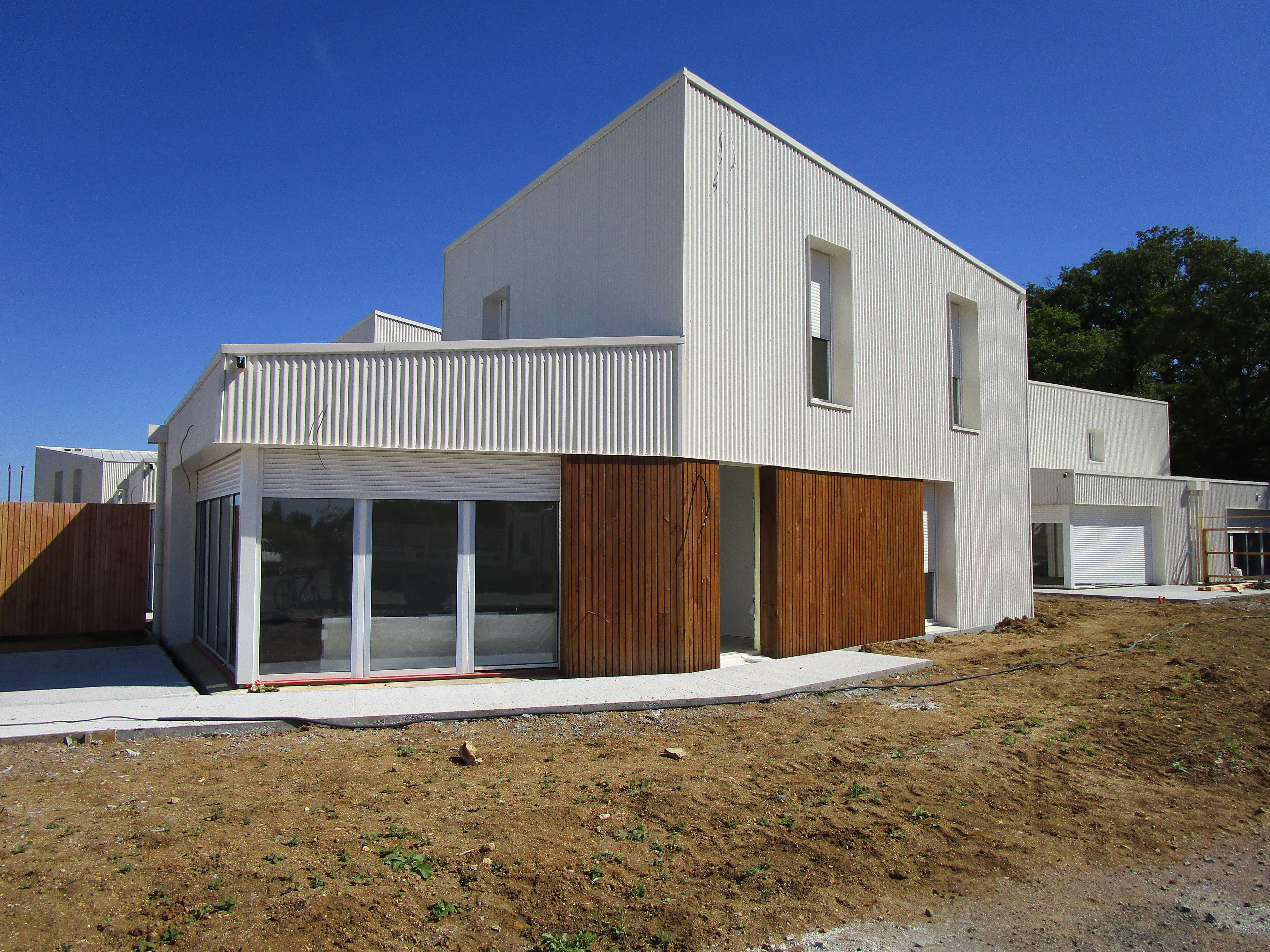
Maisons individuelles Canopée (lot C2).

### Deuxième tranche
La deuxième tranche du projet consiste en l'aménagement de la partie méridionale du quartier, entre les rues Michel-Serres au nord et Rachel-Carson au sud. Le secteur, coupé en deux parties par l'avenue Charles-Darwin, accueillera 121 maisons individuelles regroupées au sein de huit ilots constitués en hameaux. Chacun devrait comporter 20 % de logement en accession sociale et 20 % en accession à prix maitrisés, le reste étant au prix du marché. L'espace est vendu à des promoteurs privés par la ville de Chambray pour 4,2 millions d'euros, en décembre 2021. D'ici 2024, 51 maisons du T3 au T5 correspondant à trois ilots devraient être livrées.

### Troisième tranche
Dernière devant être aménagée, la troisième tranche située au nord de la rue Théodore-Monod devrait comporter 8 000 m2 de jardins ouvriers et un vaste parc public de 4 350 m2, où devrait être aménagé un cours d'eau de type talweg. De plus, une cinquantaine de logements collectifs intermédiaires et jusqu'à une centaine de maisons individuelles devraient être bâtis sur cette dernière tranche.

## Services publics
Le quartier est desservi par la ligne de bus no 30 du réseau métropolitain Fil bleu.
Les élèves du quartier sont accueillis à l’école maternelle Paul-Émile-Victor et l'école primaire Claude-Chappe, à Chambray-lès-Tours. Quant aux collégiens, ils sont surtout scolarisés au collège Vallée-Violette à Joué-lès-Tours.